# Литовский замок
Литовский замок — бывшая тюрьма в Санкт-Петербурге, в округе Коломна, у пересечения реки Мойки и Крюкова канала, напротив Новой Голландии. Располагалась в проезде, получившем в 1844 г. название Тюремного переулка, а в 1919 г. — переулка Матвеева. Точный адрес на последний (1917) год существования Городского ведомства Исправительного арестантского отделения: Коломенская часть, 1 участок, Левая сторона Тюремного переулка, 2-102-29.

## История
Здание Литовского замка было возведено на территории участка, принадлежавшего в 1738 г. в соответствии с планом И. Б. Зихгейма, Анне Гавриловне Ягузинской (в девичестве Головкиной), внучке боярина И. С. Головкина, дяди матери Петра I и дочери государственного канцлера Головкина. Выйдя замуж за графа М. П. Бестужева-Рюмина, она оказалась замешана в «заговоре Ботта-Лопухиных» против Елизаветы Петровны, была подвергнута пыткам, приговорена к казни, которую заменили на ссылку, били кнутом и вырезали язык. В примечаниях к плану Санкт-Петербурга XVIII века сообщалось, что на месте этого участка располагалась в 1779 г. дача историка, писателя и масона И. П. Елагина
Оригинальное в плане здание — неправильный 5-угольник с круглыми башнями на углах — было возведено в 1782—1787 гг. по проекту архитектора И. Е. Старова, известного мастера классицизма. Сохранилось описание этого замка, сделанное в 1794 г. этнографом, врачом и путешественником И. Г. Георги: «Новопостроенный тюремный замок, оконченный в 1787 году, ещё пуст и церковь в нём ещё не освящена. Оный занимает левый угол, составляемый Мойкою и Никольским каналом в виде нерегулярного пятиугольника высотой в два яруса, с весьма толстыми стенами, железными воротами и снаружи без окошек, в ширину имеет оный только один ряд тюрем [камер] и ход перед всеми тюрьмами. Тюрьмы и окна в оных неодинаковой величины, но, впрочем, единообразны. Во всех окна сделаны высоко и на двор. В каждой тюрьме есть кирпичная печь, маленький кирпичный стол и стул, железные снаружи двери и в той же стене нужное место. Кухни несколько посветлее. Во втором ярусе всё точно так, как в нижнем, мною здесь описанном. На всех пяти углах кровли находится по высокому круглому большому куполу, кои служат вместо кладовой. На дворе построена малая тюрьма, видом и вышиною подобная наружной…Двор шириною 6 сажень вокруг внутренней тюрьмы долженствует служить преступникам для пользования чистым воздухом.»
По мнению Г. И. Зуева, в 1797 году в нём разместился Кавалергардский полк, а затем Литовский мушкетёрский полк. По мнению сотрудника ИИМК РАН М. А. Юшковой, в 1797 г. в это здание был переведён Сенатский батальон, превратившийся в 1801 г. в Литовский мушкетёрский полк. Благодаря ему здание получило своё название.
В 1810-х годах здесь размещался Гвардейский экипаж.
Позднее, по предложению Санкт-Петербургского военного генерал-губернатора, замок был передан Городской Думе для перестройки его в тюрьму. В 1820 г. архитектору И. И. Шарлеманю (1-му), ученику Чарльза Камерона, работавшего в России, предложили подготовить проект городской тюрьмы для её постройки на правом берегу Фонтанки «по новейшей английской системе». Шарлемань подготовил 2 проекта, из которых ни один не был осуществлён. 
В 1822 г. в связи с переполненностью городской тюрьмы Александр I повелел перестроить Литовскую казарму в тюрьму и Шарлеманю поступило новое предложение приспособить под тюрьму Литовский замок.
Проект Шарлеманя предусматривал оставить первоначальную композицию И. Е. Старова, но придать новое оформление фасадам в стиле ампир. Для этого Шарлемань при участии архитектора П. С. Плавова выделил треугольным фронтоном центральный ризалит, выходящий на Офицерскую улицу (ул. Декабристов), на котором установил крест, поддерживаемый двумя ангелами, выполненными знаменитым камнерезом С. С. Пименовым из пудожского камня. В стенах были прорезаны высокие окна, разобраны пять старых башен, вместо которых были построены две новые угловые. Часть здания, выходящую на Мойку, также окаймляли две угловые башни. В одной из них был оборудован колодец, соединявшийся с Мойкой. Кроме того, перестроены коридоры со стороны двора, оборудованы несколько туалетов, перепланированы помещения камер В передней башне, выходящей к Литовскому мосту, были вделаны низкие и тяжёлые ворота, над которыми располагалась чёрная доска с надписью «Тюремный замок». Также зодчий подготовил проект интерьера тюремной церкви. Декоративное оформление выполнили живописец Д. И. Антонелли, лепщик П. Сипягин и декоратор Ф. Брандуков. Генеральша Горихвостова принесла в дар церкви образ Всемилостивейшего Спаса, во имя которого и был освящён храм 17 октября 1826. Спасская церковь была расширена в 1884 г. Здание было перекрашено в серовато-белый цвет Во вт. пол. XIX в. в тюрьме также были мечеть, католическая и лютеранская церковь.
Городская тюрьма насчитывала 103 камеры и подразделялась на 10 изолированных отделений, в зависимости от рода уголовного преступления. Здесь планировалось размещать до 600 арестантов. По данным 1860-х гг. Литовский замок находился в состоянии переполнения, обычно в Литовском замке содержалось 800—810 заключённых, однако в годы после крестьянской реформы 1861 года число заключённых в нём нередко превышало 900—1000 человек. На двух этажах размещались в разных отделениях убийцы, воры, мошенники, подозреваемые в воровстве и в мошенничестве (отдельно от уже осуждённых), бродяги, беспаспортные, а также так называемые «бесхлопотные» арестанты (купцы, мещане и иностранцы), освобождённые от работы. Различный цвет воротников курток арестантов (голубой, жёлтый, красный, малиновый, чёрный, зелёный) обозначал принадлежность к тому или иному отделению. Постепенно правило цветных воротников перестало соблюдаться и сошло на нет к 60-м гг. XIX века. На содержание заключённого ассигновалось от 10 до 50 копеек в сутки.
В 1823 г. Литовский замок был переименован в Санкт-Петербургскую Градскую тюрьму и назначался тюрьмой общего устройства. Здесь предполагалось содержать следственных и подсудных, несовершеннолетних, мужчин, женщин и сл дующих с ними детей. Здесь могли содержаться осуждённые, пересыльные и ссыльные, подвергшиеся административному аресту, и неисправные должники. В 1884 г. Литовский замок превратился в исправительную тюрьму. Со второй половины XIX века в Литовском замке, наряду с уголовными, содержались политзаключённые. Среди них — А. К. Кузнецов, И. Г. Прыжов, П. Н. Ткачёв, П. Г. Успенский, осуждённые в 1871 г. на процессе «нечаевцев». В начале XX столетия узниками Литовского замка оказались участники рабочего движения, в том числе «Обуховской обороны» 1901 года.
В 1841—1849 годах замок отремонтировали и перестроили по проекту П. И. Габерцеттеля: над вторым этажом флигеля, обращённого на Тюремный переулок, построили третий этаж
Согласно чертежам здания первой половины XIX в. во флигеле, обращённом к Мойке, находились следующие помещения: на первом этаже в восточной башне — квасная, в западной — водокачка, в самом флигеле — квартира эконома и сени, в примыкающей части флигеля, выходящего на Крюков канал, — отделения для малолетних и для женатых инвалидов; на втором этаже в восточной башне, во флигеле, выходящем на Мойку, и примыкающей части флигеля, выходящего на Крюков канал, — мужской лазарет, в западной башне — аптека, в примыкающей части флигеля по Тюремному переулку — квартира аптекаря. На плане более раннего периода, подписанном архитектором Шарлеманем, сделаны карандашные пометки, согласно которым на первом этаже располагались: в восточной башне — кладовка, в западной — аптека, во флигеле, выходящем на Мойку, — квартира, в примыкающей части флигеля, выходящего на Крюков канал, — пекарня; на втором этаже обозначена больница.
В 1842 году владелица соседнего участка Е. П. Трувеллер продала его часть Городской Думе для организации переулка вдоль тюрьмы. Она обращалась на имя Санкт-Петербургского военного генерал-губернатора с просьбой, чтобы переулок был назван Замковым, но по высочайшему повелению он был назван Тюремным (совр. пер. Матвеева).
В справочнике А. Н. Греча 1851 г. сообщается, что за тюрьмой от Мойки до Офицерской улицы (Декабристов) недавно был проведён переулок «для пресечения всякого сообщения с тюрьмою».
В 1883—1884 годах здание тюрьмы было реконструировано по проекту К. И. Реймерса.
27 февраля (12 марта) 1917 г. около 6. часов утра матросы 8-го флотского экипажа, расквартированные в Крюковских морских казармах, вместе с рабочими судостроительных предприятий захватили Литовский замок. Были выпущены все заключённые, в том числе уголовники. Политические заключённые присоединились к восставшим и возглавили колонну демонстрантов под красными флагами. Здание подожгли. Почерневшие стены Литовского замка долго стояли неубранными.

Александр Блок писал матери 23 марта 1917 года: «Выгорели дотла Литовский замок и окружной суд. Бросается в глаза вся красота их фасадов, вылизанных огнём, вся мерзость, безобразившая их внутри, выгорела».

В 1929 г. принято решение о сносе замка, в 1929—1930 гг. он был разобран. На массивном и прочном фундаменте старого Литовского замка по проекту советских архитекторов был возведён жилой комплекс (дома № 29 и № 29а) для рабочих и служащих Адмиралтейского и Балтийского заводов. В 1930 году архитекторы И. А. Мирзон и Я. О. Рубинчик спроектировали и построили современный жилой дом № 29 «с бытовым обслуживанием». Огромное здание главным фасадом обращено на улицу Декабристов (бывшую Офицерскую). Это был один из первых домов-коммун «с обобществлением быта»; здесь проявились поиски новых планировочных решений. В 1934 году по проекту петербургского и ленинградского зодчего И. А. Претро была возведена левая часть семиэтажного жилого комплекса (нынешний дом № 29а), а перед самой войной заложена правая, достроенная только в 1950 году. Дом, расположенный по адресу наб. р. Мойки, 102 был построен по типовому проекту для размещения детского сада в 1961 г.

## Фотографии
- План первого этажа замка. 
 1842 год.
- Нереализованный проект (1911) перестройки Литовского замка
под комендантское управление. 
 Архитектор М. М. Перетяткович.
- Фрагмент фронтона замка. 
 1927 год.
- Центральный ризалит замка со стороны Офицерской улицы. 
 Начало XX века.
- Литовский замок. Петроград. 
 До 1917 года.
- Литовский замок со стороны Офицерской улицы и Крюкова канала. Начало XX века.
- Угловая северо-западная башня Литовского замка со стороны Мойки и Тюремного переулка. 
 Начало 1920-х годов.
- Перед сгоревшим Литовским замком со стороны Офицерского моста. После 1917 года.
- В здании Литовского замка в первые дни февраля 1917 года.
- «Революция сломала эту тюрьму». 
 После 1917 года.
- Похороны А. Блока 
  Процессия на Офицерской улице. 
 10 августа 1921 года.

## Литовский замок в литературе
Самое подробное описание внутреннего устройства тюрьмы и её уклада содержится в очерках Н. С. Лескова «Страстная суббота в тюрьме» и «За воротами тюрьмы», опубликованных им в «Северной пчеле» в 1862 г.
Один из самых любопытных источников является роман В. В. Крестовского. «Петербургские трущобы. Книга о сытых и голодных», созданный писателем в (1864—1866). Известно, что писатель лично собирал материал для романа, проникая в самые тайные притоны мошенников под видом беспаспортного, а также использовал материалы помогавшего ему легендарного сыщика И. Д. Путилина. Кроме того, писатель использовал также рукопись Г. Сущевского, «Дом позора. Панорама без картин и стёкол. Тюремный замок». 1863, которую упоминает в романе. (хранится в ГА РФ, ф. 95. Следственная комиссия 1862 г. по делам о распространении революционных воззваний и пропаганде).
В 1864 году В. Н. Никитин обследовав камеры при всех 12 полицейских участках, опубликовал свой труд «Тюрьма и ссылка. 1560—1880» где посвятил Тюремному замку главу.
Ф. М. Достоевский использовал в своих дневниковых эссе за 1876 год сведения, которые он почерпнул, побывав в отделении малолетних преступников в мае 1874 г. Это отделение существовало в Литовском тюремном замке в Петербурге с 1871 г., в декабре 1875 г. преобразовано в самостоятельное исправительное учреждение. До этой реорганизации оно практически ничем не отличалось от обыкновенной уголовной тюрьмы; малолетние преступники свободно общались со взрослыми, учёба и воспитательная работа не были налажены, среди подростков процветали порочные привычки. Эссе называлось «Колония малолетних преступников. Мрачные особи людей. Переделка порочных душ в непорочные. Средства к тому, признанные наилучшими. Маленькие и дерзкие друзья человечества».
Среди заключённых Литовского замка был будущий писатель В. Г. Короленко. В 1879 году его арестовали за связь с народниками и распространение прокламаций, отпечатанных в подпольной типографии. После нескольких месяцев пребывания в Литовском замке Короленко был выслан в Вятскую губернию в « административном порядке» . В 1932 году была опубликована «Записная книжка» за 1879 год, которую автор вёл в местах заключения, через которые ему пришлось пройти. В последние годы жизни (1906—1921) Короленко работал над большим автобиографическим произведением «История моего современника», в котором целая глава «В Литовскому замке» описывала пребывание там писателя.
В числе малоизученных источников — анонимное сочинение «Жизнь тюрьмы в шестидесятых годах. Личные наблюдения и заметки». Автор — чиновник тюремного ведомства, служивший в Петербургской пересыльной тюрьме и Литовском тюремном замке, подробно описал тюремную администрацию и тюремные порядки.
В 1896 г. в «Историческом вестнике» были опубликованы мемуары бывшего книготорговца Н. И. Свешникова «Воспоминания пропащего человека», в которых была посвящена глава пребыванию автора в Литовском замке.
В 1918 г. беллетрист и издатель журнала «Независимый» А. С. Рославлев опубликовал рассказ «Ангел Литовского замка», в основу которого легла одна из легенд о Литовском замке. В романе Н. Свечина «Взаперти» (2021) действие разворачивается в Литовском замке.

## Литовский замок в изобразительном искусстве
Самое первое изображение Литовского замка (1789 г.) находим у живописца Карла Фридриха Кнаппе, академика Академии художеств в Санкт-Петербурге.
На картине художник изобразил замок в его первозданном облике, созданном И. Е. Старовым.
В «Национальных изображениях Промышленников, снятых с натуры в Санкт-Петербурге», изданных в 1799 г. Я. И. Басиным, находим любопытное изображение старовского замка, снабжённого соответствующим комментарием:
«Прямо их за каналом бастилия или новый едикуль, обнесённый высокою каменною стеною, на которой находится пять круглых башен».

В 1881 г. Н. А. Ярошенко закончил полотно «У Литовского замка». Сюжет картины был навеян процессом над Верой Засулич, стрелявшей в петербургского градоначальника Ф. Ф. Трепова и оправданной судом присяжных. Картина была представлена на IX передвижной выставке в день убийства царя Александра II, 1 марта 1881 г. Картину, вызвавшую скандал, убрали с выставки, а автора (молодого артиллерийского офицера) посадили на неделю под домашний арест, куда к нему приезжал для дознания министр внутренних дел гр. Лорис-Меликов. 
Вызвавшее скандал произведение, было изъято из каталога выставки, с неё не было сделано ни одного воспроизведения. Дальнейшая судьба картины плачевна: отданная на хранение к знакомым, она была неаккуратно свёрнута и погибла. Сохранилось лишь несколько этюдов и описание, опубликованное в газете «Русские ведомости»: «На саженном полотне изображён Литовский замок. Около этого мрачного здания всего две фигуры. На первом плане девушка, одетая в чёрное кашемировое платье и драповое короткое пальто. Она с заботой смотрит на заколоченное окно; в лице много выражения. Другой фигурой картины является часовой. Он стоит у фонаря, и ему всё равно, что думает девушка и кто сидит в тюрьме».
В 1879 г. В. Г. Короленко, пребывавший в заключении в Литовском замке, запечатлел свою тюремную камеру. Зарисованные писателем с натуры тюремные камеры, полицейские участки особенно высоко ценил известный российский историк тюрем М. Н. Гернет.
В начале XX века к сюжету Литовского замка обращалась А. П. Остроумова-Лебедева, создавшая ряд акварелей и литографий, показывающих вид на Литовский замок в перспективе с Мойки. К этому же периоду относится и примечательный акварельный рисунок (нач. XX в.), созданный Е. Н. Стравинской, женой Ю. Ф. Стравинского, жившей на Крюковом канале напротив Литовского замка. На нём изображён зимний пейзаж с редким ракурсом Литовского замка, Литовского рынка и куполом Синагоги. Их произведения последние запечатлели образ Литовского замка до того, как он был сожжён.
Событиям февральской революции посвящён ряд графических и живописных работ, изображавших захват и разгром тюремного здания.
Наиболее интересны картины А. И. Вахрамеева — «Пожар Литовского замка» (1917; ГРМ); А. Ф. Белого (1874—1934) — «Манифестация у Литовского замка в 1917 году» (1926; ГМПИР). С разной степенью достоверности изобразили в своих рисунках захват Литовского замка художники В. В. Щеглов (1901—1984) и И. А. Владимиров (1870—1947).
Период изображения Литовского замка в руинах продолжался с 1917 до 1920-х гг. Одно из самых поэтичных изображений Литовского замка принадлежит А. Н. Бенуа, написавшего Литовский замок со стороны моста Матвеева (бывший Тюремный). И. И. Ваулин (1887—1937), автор серии рисунков «Старый Петербург» в технике пастели, угля и карандаша, в их числе изображения Литовского замка. В 1930 году под эгидой Совета общества «Старый Петербург — новый Ленинград» состоялась выставка работ И. И. Ваулина в помещении Академии художеств. Эти работы не получили широкой известности, так как художник был репрессирован в 1937 и его работы конфискованы НКВД.
Известный график и преподаватель Академии художеств П. А. Шилинговский создал ряд рисунков и акварельных листов Литовского замка, объединённых в серию под названием «Руины революции». В ГМИ СПб хранится вся коллекция акварелей этой серии. На основании этого материала художником был создан альбом из 10 ксилографий, «Петербург. Руины и возрождение» (1921—1923). Летом 1923 года в Полиграфическом отделе Академии художеств альбом был напечатан в количестве 500 нумерованных экземпляров.
Не менее эффектно изобразил разрушенный замок ленинградский архитектор М. М. Синявер в 4 рисунках темперой, впервые увидевших свет в 1935 г. в «Ежегоднике общества архитекторов художников».
.
- А. Ф. Белый. Демонстрация у Литовского замка в 1917. 1926 г.
- И. И. Ваулин. Из серии «Литовский замок». 1920-e
- И. И. Ваулин. Из серии «Литовский замок». 1920-e
- И. И. Ваулин. Из серии «Литовский замок». 1920-e
- И. И. Ваулин. Из серии «Литовский замок». 1920-e
- И. И. Ваулин. Из серии «Литовский замок». 1920-е
- Н. А. Ярошенко. Террористка. Этюд к картине «У Литовского замка». 1879

## Археологические исследования территории 2012—2014 годов
В феврале—марте 2012 г. Отделом охранной археологии Института истории материальной культуры Российской Академии Наук было проведено разведывательное археологическое обследование на участке планируемого строительства клубного дома «Арт Вью Хаус» по адресу: набережная р. Мойки, д. 102, литера А. Территория исследования состояла из участка, занятого зданием типовой постройки 1961 г. и дворовых открытых участков, покрытых асфальтовыми дорожками и газонами. С северной стороны она была ограничена набережной р. Мойки, с восточной — набережной Крюкова канала, с западной — переулком Матвеева, с южной—домами и школой № 259. Работа выполнялась в соответствии с договором, заключённым между Институтом истории материальной культуры РАН и ООО «М 102», по Открытому листу № 17, выданному на имя С. А. Семёнова распоряжением Министерства культуры Российской Федерации от 8 февраля 2012 г. Подробный отчёт опубликован в 2013 г. в сборнике: Бюллетень Института истории материальной культуры РАН. [№] 3
Общая площадь территории, отводимой под строительство составила 1230 м², площадь без учёта стоящего здания 908 м²., из которых 520 м². свободны от коммуникаций и доступны для изучения. С целью исследования остатков фундамента Литовского замка было заложено пять шурфов, размерами 2×2 и 4×2 м, с учётом совмещения современного топоплана участка и планов 1842 г. Работы производились «Литовским археологическим отрядом».
На месте шурфов была обнаружена каменно-кирпичная кладка, являющаяся частью фундамента с остатками стены круглой угловой северо-западная башни Литовского замка, построенная в 1783—1787 гг. по проекту И. Е. Старова.
В слоях шурфов найдены многочисленные находки, например, обломки гладких печных изразцов с белой поливой, изразцы с синей кобальтовой росписью по белой поливе, фрагмент помадной баночки, украшенной голубой поливой по внешней стороне, горло бутылки из каменной массы, фрагменты фарфоровой чашки и др. артефакты. Одна из интересных находок — почти целая головка белоглиняной голландской курительной трубки, изготовленной в Англии, на спинке которой нанесено штампованное клеймо в виде фигурного щита с двумя небольшими лилиями в нижней части, разделённого на четыре части четырёхконечным крестом. В верхнем левом поле изображён меч — герб Лондона, который использовался на клеймах трубок середины XVIII в. Подобные находки помогли датировать, исходя из их характеристик и стратиграфического залегания слой погребённой почвы XVIII веком. Здесь обнаружены и многочисленные находки XIX века: медные 2 копейки 1801 г. и серебряные 10 копеек 1854 г., медный знак на кивер нижнего чина пехотных полков XIX в.—"гренадка об одном огне", фрагменты белоглиняных курительных трубочек, производство которых прекратилось в Петербурге к середине XIX в. и т. д. Была собрана коллекция индивидуальных находок, состоящая из 205 артефактов. Обнаружены также свинцовая труба «водокачальни», по которой воду с Мойки закачивали в тюрьму, фундаменты внешней и двух внутренних стен западного корпуса тюрьмы, булыжное мощение дворика замка, остатки фундамента внешней несущей стены западного корпуса тюрьмы, остатки фундамента внутренней стены и кирпичный пол подвального помещения и т. д.
Раскопки на участке продолжались в 2013—2014 гг., а в апреле 2014 г. фундаменты башни и корпусов северного крыла Литовского замка приобрели статус выявленного объекта археологического наследия (Распоряжение КГИОП № 10-148 от 09.04.2014).
В середине декабря 2015 после утверждения 08.12.2015 г. Минкультуры РФ отрицательного заключения государственной историко-культурной экспертизы, проведённой с многочисленными нарушениями действующего законодательства, выявленный объект археологического наследия «Фундамент башни и корпусов северного крыла Литовского замка» лишился охранного статуса. Вслед за этим за несколько дней застройщик ООО «Особняк» (учреждено зарегистрированным на Кипре офшором) разрушил тяжёлой техникой фундаменты Литовского замка.